# Ordes
Ordes è un comune spagnolo di 11 963 abitanti situato nella comunità autonoma della Galizia. Il suo territorio è attraversato dal fiume Tambre.
Ordes è la dicitura gallega, assunta ufficialmente dal 1985. Fino ad allora il comune si è chiamato Órdenes, secondo la dicitura spagnola.